# Club Social y Deportivo Dorados de Sinaloa
O Club Social y Deportivo Dorados de Sinaloa (conhecido também por Dorados de Sinaloa ou apenas Dorados) é um clube de futebol com sede em Sinaloa, no México. A equipe compete na Liga de Ascenso, a segunda divisão nacional.

## História
Culiacán, um lugar acostumado a celebrar os sucessos e as carreiras dos Tomateros de Culiacán, tornou-se repentinamente a casa dos Dorados. Foi em 8 de agosto de 2003 que o futebol da Primeira Divisão 'A' do México apareceu em território sinaloense, quando Eustaquio de Nicolás e Valente Aguirre anunciaram a criação dos Dorados.
Antes de iniciar sua participação no Torneio Apertura de 2003 da Primeira Divisão 'A' do México, a diretoria sinaloense planejava alcançar a promoção três ou quatro anos depois, porém, o time comandado por Juan Carlos Chávez concordou com a final em 20 de dezembro, 2003. Os sinaloenses conquistaram seu primeiro título ao vencer os Cobras de Ciudad Juárez com um gol de ouro de Guadalupe Castañeda. No encerramento do torneio, o campeão sinaloense se manteve nas primeiras posições e voltou à final. O Club León venceu por dois a um no total e forçou uma nova série a ser disputada entre os dois para definir qual dos dois ascenderia à Primeira Divisão do México. A primeira partida terminou com um empate de dois gols no Estádio León. No segundo jogo; aos oitenta minutos, Roberto Domínguez marcou o gol que selou a entrada na Primeira Divisão do México pela primeira vez em sua história, tornando-se o primeiro time da zona noroeste do México a jogar nessa divisão (anos depois, o Xolos de Tijuana).
Em 15 de agosto de 2004, o Dorados de Sinaloa estreou na Primeira Divisão do México, enfrentando o Club América no Estádio Azteca, sendo derrotado; Jared Borgetti e Andrés Orozco marcaram os primeiros gols do time na Primeira Divisão Mexicana. Em 21 de agosto de 2004, a primeira vitória do Los Dorados foi conquistada no Estádio Banorte. Com dois gols de Jared Borgetti, os ouros venceram o Santos Laguna por 2 a 1. No entanto, o sistema competitivo do futebol mexicano para permanecer na Primeira Divisão e os poucos resultados satisfatórios marcaram a saída de Guimarães e José Luis Real assumiu a direção técnica. Os problemas percentuais do Dorados eram graves e o seu plantel não parecia ter capacidade para inverter a situação. Somado a isso, o desempenho dos Tecos nas primeiras rodadas fez com que a luta pelo não rebaixamento fosse exclusividade de Puebla FC e Dorados.
Passadas as sete datas iniciais do Clausura, o Dorados inscreveu apenas cinco unidades, obrigando à demissão do cargo de diretor técnico de José Luis Real, que passou a ocupar o cargo de diretor desportivo. Carlos Bracamontes foi apontado pela diretoria como substituto do Real, teve quatro vitórias e dois empates em seis jogos.
Na penúltima jornada do Clausura 2005, foi disputada a permanência, onde os sinaloenses enfrentaram o Atlas e foi uma grande oportunidade saber que o Puebla FC havia perdido por 2 a 1 para o Veracruz, então era uma obrigação empatar ou vencer o jogo. assegurar a permanência; Já no jogo e apesar do Atlas ter levado grande parte do jogo em vantagem com um placar de 2 a 0, o time de Sinaloa começou a reagir com gols de Andrés Orozco e Pedro Iarley, a vela da salvação ainda foi mantida, mas não bastava; um único gol foi a diferença. Surpreendentemente com um poderoso chute de fora da área de Aurélio "Negro" Molina no final da partida, o time do Gran Pez conseguiu a façanha ao vencer por 3 a 2 sobre os rubro-negros. Com o resultado, o Puebla FC seria rebaixado e o Dorados permaneceria na primeira divisão por mais um ano.
Depois de salvar e manter a categoria, a diretoria se encarregou de adquirir reforços fundamentais em cada uma das linhas para o Apertura 2005; Assim chegaram jogadores como Ángel "Matute" Morales, o retorno de Guadalupe Castañeda e Sebastián "El loco" Abreu, este último estreou com o time de Sinaloa como artilheiro contra o Atlante, marcando seus primeiros 2 gols no sábado, 30 de julho de 2005 Nesse torneio conquistou o título de artilheiro individual com 11 gols, fato que repetiria no torneio seguinte (encerramento de 2006). Por outro lado, nas 7 primeiras rodadas, o Dorados não estava oferecendo um bom futebol, então a diretoria contratou o técnico espanhol Juan Manuel Lillo que substituiria Jesús Bracamontes na 8ª rodada e com ele no banco, o time começou a ver melhoras. e estava a apenas 4 pontos de conseguir acessar a liga pelo título, mas naquele torneio fez uma boa colheita de pontos para pensar novamente na salvação para o próximo torneio que viria.
Pelo Clausura 2006 o Dorados atravessa uma das fases mais difíceis da sua curta existência, apesar de ter a mesma base do torneio anterior e contar com um reforço de luxo como Josep Guardiola, famoso jogador espanhol que acabou por se retirar do clube. O Dorados começou bem o campeonato, chegando-se a pensar que o Sinaloa teria um campeonato pela primeira vez em sua história pelo bom jogo que vinha apresentando; mas nos últimos jogos o time começou a perder pontos importantes, algo que o San Luis (recém-promovido e rival direto no rebaixamento) começou a aproveitar depois de um início tão nublado e incerto. É até o último dia do torneio que o Dorados define sua situação contra o Pumas de la UNAM no Estádio Banorte. Apesar do esforço e da luta em campo, infelizmente o jogo terminou com um empate em 0 a 0 e combinado com a vitória de última hora do San Luis sobre o Atlas por 2 a 1, os sinalizaoenses foram rebaixados para a então Primeira Divisão pela primeira vez.
A equipa do Dorados tem o "recorde" de ser a equipa que mais rapidamente subiu da Primeira Divisão A, para a Primeira Divisão, desde a sua fundação; Ele fez isso em apenas um ano (duas temporadas). Diferentes circunstâncias se combinaram e depois de permanecer por 4 torneios na primeira divisão mexicana, o time do Dorados foi rebaixado para a Divisão de Promoção para o torneio Apertura de 2006.
Depois de um hiato de 15 anos, o Torneio da Copa do México voltou em 2012, com o nome de Copa MX, com a qual o Dorados participou pela primeira vez da competição, e conquistou o título ao vencer por pênaltis por 5 a 4 contra o Roadrunner de O UAT, após um empate a 2 golos no tempo regulamentar, com um golo no último minuto de Alfredo Frausto, guarda-redes do Dorados, sendo assim o primeiro campeão de uma Segunda Divisão profissional do México (Ascenso MX) a conquistar a Taça (em 1970, O Torreón foi o único clube da Segunda Divisão a chegar à final) e o primeiro neste novo formato. Por sua vez, o Dorados conquistou o primeiro título importante de sua história, já que os demais títulos que detém são da segunda divisão.
Desde o rebaixamento no Apertura de 2006, o time tentou retornar algumas vezes à Primeira Divisão do México. Ele teve seu momento quando jogou a Final de Promoção 2006 - 2007 contra o Puebla strip (que este último promoveu) e três vice-campeões (Apertura 2007, Fechamento 2008, Abertura 2012) no MX Ascent; Apesar disso, a equipe sinaloense continuou a ser uma animadora do circuito de prata. No Clausura 2015, sagrou-se campeão ao derrotar o Atlético San Luis com placar agregado de 3 a 1, ganhando meio ingresso e o direito de ascender à categoria mais alta.
Na Final de Promoção enfrentou o Necaxa, campeão do Torneio Apertura 2014. No jogo de ida disputado em 16 de maio de 2015 no Estádio Banorte de Culiacán, terminou com um empate em 1 a 1; O gol do Dorados foi por intermédio de Raúl Enríquez e o hondurenho Roger Rojas marcou para o time do hidrocálido. Na partida de volta realizada em 23 de maio de 2015 no Estádio Victoria de Aguascalientes, com dois gols do próprio Raúl Enríquez quase no final da partida e com o placar de 2 a 0 (3 a 1 no total), a equipe sinaloense foi sagrou-se Campeão de Promoção e foi promovido à Liga MX após 9 anos de ausência.
Desde o rebaixamento no Apertura de 2006, o time tentou retornar algumas vezes à Primeira Divisão do México. Ele teve seu momento quando jogou a Final de Promoção 2006 - 2007 contra o Puebla strip (que este último promoveu) e três vice-campeões (Apertura 2007, Fechamento 2008, Abertura 2012) no MX Ascent; Apesar disso, a equipe sinaloense continuou a ser uma animadora do circuito de prata. No Clausura 2015, sagrou-se campeão ao derrotar o Atlético San Luis com placar agregado de 3 a 1, ganhando meio ingresso e o direito de ascender à categoria mais alta.
Na Final de Promoção enfrentou o Necaxa, campeão do Torneio Apertura 2014. No jogo de ida disputado em 16 de maio de 2015 no Estádio Banorte de Culiacán, terminou com um empate em 1 a 1; O gol do Dorados foi por intermédio de Raúl Enríquez e o hondurenho Roger Rojas marcou para o time do hidrocálido. Na partida de volta realizada em 23 de maio de 2015 no Estádio Victoria de Aguascalientes, com dois gols do próprio Raúl Enríquez quase no final da partida e com o placar de 2 a 0 (3 a 1 no total), a equipe sinaloense foi sagrou-se Campeão de Promoção e foi promovido à Liga MX após 9 anos de ausência.
Depois dos maus resultados do Dorados, decidiu-se contratar José Guadalupe Cruz para conseguir manter a equipa à tona, conseguindo apenas 3 vitórias, 2 empates e 5 derrotas na jornada 14. Por fim, a derrota do clube sinaloense na jornada 14 foi placar de 5 a 2 contra o Tigres da UANL no Estádio Universitário, que formaliza seu rebaixamento à divisão prata para a temporada 2016-2017 depois de ter passado apenas um ano na Liga Bancomer MX.
Ao final do torneio Apertura 2016, o clube terminou na 5ª posição, classificando-se para o campeonato, nas quartas de final venceu o Potros U.A.E.M. nas semifinais deixa o time Mineros Zacatecas, Finalmente derrota o time Colts Atlante na final para conseguir sua quarta estrela na divisão de prata.

## Estádio

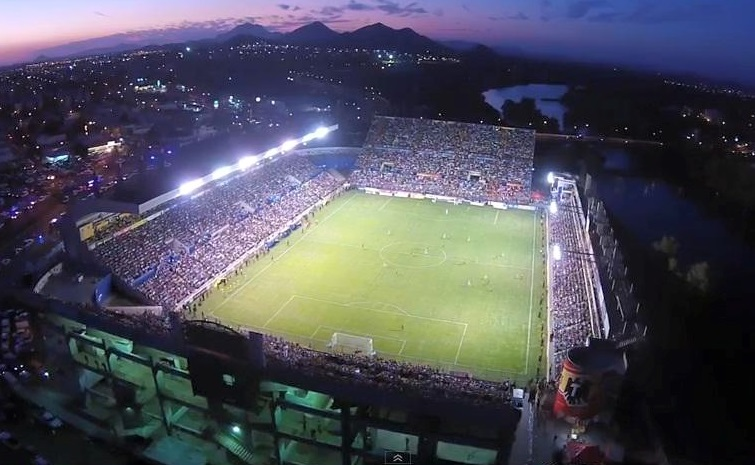
Estadio Banorte

Los Dorados de Sinaloa joga como um time local no Estadio Dorados, que é um estádio relativamente novo e pequeno com capacidade para 23.000 lugares. Este estádio está localizado em Culiacán, Sinaloa, e é usado principalmente para partidas de futebol e é a casa do time Dorados de Sinaloa. O estádio foi construído em três meses, o que é um recorde mundial. O primeiro gol foi marcado pelo atacante Héctor Giménez.
- Data de inauguração: 9 de agosto de 2003.
- Jogo de abertura: Dorados 4-2 Cobras de Ciudad Juárez.
- Autor do primeiro gol: Héctor Giménez
- Ano de construção: 2003 em tempo recorde de 3 meses.
- Capacidade: 23.000 torcedores.
- Decidiu-se batizá-lo de Carlos González y González (atual Estádio Dourados) em homenagem à pessoa que cedeu aquele terreno.

## Títulos
- Copa MX: Apertura 2012
- Liga de Ascenso: Apertura 2003, Clausura 2007, Clausura 2015, Apertura 2016
- Campeón de Ascenso: 2003-04, 2014-15.

## Treinadores
Em 2012 dirigiu Francisco Ramírez, que foi auxiliar do argentino Ricardo La Volpe na Copa do Mundo de 2006 na Alemanha, sendo demitido em 2014.
Luis Fernando Suárez dirigiu entre outubro de 2015 e janeiro de 2016, José Guadalupe Cruz entre fevereiro de 2016 e junho de 2016
Gabriel Caballero dirigiu entre junho de 2016 e maio de 2017, Diego Ramírez Deschamps dirigiu entre junho e novembro de 2017.
Paco Ramírez regressou ao Dorados em julho de 2018, mas não obteve resultados favoráveis e em setembro do mesmo ano foi oficializada a cessação de funções de Ramírez. O clube decidiu contratar o ex-astro argentino Diego Maradona como novo técnico do time, que disputa a Segunda Divisão do futebol mexicano. As negociações foram vertiginosas em 5 de setembro de 2018, eles o informaram do interesse e as conversas começaram; no dia seguinte, após várias reuniões nas quais participou Matías Morla, seu advogado, a instituição Culiacán anunciou em suas redes sociais a contratação do craque,4 uma decisão de grande impacto, embora polêmica.5 Maradona conseguiu que os Dorados terminassem como vice-campeões nos torneios Apertura 2018 e Clausura 2019.
Em 13 de junho de 2019, Maradona se demitiu da direção técnica do Dorados alegando problemas de saúde. A segunda fase do Cruz terminou em novembro, quando ele pediu demissão após não conseguir um passe para a Liguilla pelo clube.